# Бюрки, Роман
Рома́н Бю́рки (нем. Roman Bürki; 14 ноября 1990, Мюнзинген, Швейцария) — швейцарский футболист, вратарь и капитан американского клуба «Сент-Луис Сити». Выступал за сборную Швейцарии.

## Клубная карьера
Заниматься футболом Бюрки начал в родном городе Мюнзинген, а в 14 лет его пригласили в молодёжную академию «Янг Бойза». Там он провёл 4 года, из которых два Бюрки играл за молодёжную команду «Янг Бойз» U-21. В 2009 году Бюрки начал путешествовать по арендам. В сезоне 2009/10 он провёл полгода в «Туне». Сезон 2010/11 Роман начал в составе «Шаффхаузена», где он сыграл 9 матчей, после чего вернулся в состав «Янг Бойз» и даже успел сыграть два матча в национальном первенстве, а затем вновь перешёл в аренду.
С начала 2011 года Бюрки стал выступать за «Грассхоппер» на правах аренды. За 2,5 года, проведённых в составе «кузнечиков», Бюрки сыграл 75 матчей и стал первым номером команды, выиграв конкуренцию у опытного Давиде Тайни, в результате чего руководство «Грассхоппера» за 1,8 млн евро выкупило контракт молодого голкипера. Главный успех в клубной карьере Бюрки пришёлся на 2013 год, когда «Грассхоппер» впервые за 10 лет стал обладателем Кубка Швейцарии, победив в финале в серии послематчевых пенальти «Базель».
24 мая 2014 года Бюрки перешёл в немецкий «Фрайбург» с целью заменить Оливера Баумана. Бюрки провёл в составе своего нового клуба все 34 матча чемпионата, но даже отличная игра вратаря не смогла помочь «Фрайбургу» избежать вылета во вторую Бундеслигу.
14 июня 2015 года Бюрки перешёл в дортмундскую «Боруссию», подписав контракт до 2019 года. В первом же сезоне Роман стал основным вратарём дортмундцев. В первых четырёх матчах в различных турнирах Бюрки удавалось сохранить свои ворота в неприкосновенности. Первый мяч швейцарский вратарь пропустил только на 78-й минуте матча третьего тура против берлинской «Герты». 19 июня 2020 года Бюрки продлил контракт с «Боруссией Дортмунд» на два года, до 30 июня 2023 года.
16 марта 2022 года было объявлено о переходе Бюрки в будущий клуб MLS «Сент-Луис Сити» в июле 2022 года. Игрок подписал с клубом, вступающим в высшую лигу США в сезоне 2023, трёхлетний контракт до конца сезона 2025. Вторую половину 2022 года он провёл в «Сент-Луис Сити 2», фарм-клубе «Сент-Луис Сити» в лиге резервистов MLS Next Pro. Перед началом сезона 2023 Бюрки был назначен первым в истории «Сент-Луис Сити» капитаном команды. 25 февраля 2023 года Бюрки защищал ворота «Сент-Луис Сити» в матче стартового тура сезона против «Остина», ставшем для клуба дебютом в MLS. Бюрки был отобран для участия в Матче всех звёзд MLS 2023, в котором команда звёзд MLS принимала английский «Арсенал». По итогам сезона 2023 Бюрки был назван вратарём года в MLS и был включён в символическую сборную MLS.

## Карьера в сборной
28 августа 2008 года Роман Бюрки дебютировал в составе юношеской сборной Швейцарии (до 19 лет). В товарищеском матче против сборной Молдовы Роман провёл все 90 минут, а матч закончился со счётом 9:0 в пользу швейцарцев. 10 августа 2011 года Бюрки дебютировал уже в молодёжной сборной Швейцарии, выйдя в основе в товарищеском матче против сборной Италии. Бюрки провёл весь матч, который завершился со счётом 1:1. В отборочном турнире к молодёжному чемпионату Европы 2013 года Бюрки провёл все матчи, но в стыковых матчах швейцарцы по сумме двух поединков уступили немецкой сборной (2:4). В ноябре 2014 года Роман дебютировал в национальной сборной Швейцарии, сыграв в товарищеском матче против сборной Польши, который завершился со счётом 2:2. В мае 2015 года Бюрки провёл свой второй матч в футболке национальной сборной, выйдя в основном составе в поединке против сборной США.
В январе 2019 года Бюрки принял решение приостановить карьеру в сборной, чтобы сосредоточиться на «Боруссии»: «После шести лет и трех турниров со сборной Швейцарии решение сосредоточиться на выступлениях за мой клуб, дортмундскую „Боруссии“, созрело в последние несколько недель. Надеюсь, что молодые швейцарские голкиперы воспользуются шансом, чтобы проявить себя».

## Достижения
Командные
- Обладатель Кубка Швейцарии (1): 2012/13
- Обладатель Кубка Германии (2): 2016/17, 2020/21
- Обладатель Суперкубка Германии (1): 2019/20

Индивидуальные
- Вратарь года в MLS: 2023
- Член символической сборной MLS: 2023
- Участник Матча всех звёзд MLS: 2023[17]

## Статистика

### Клубная статистика
| Клуб              | Сезон            | Лига | Лига | Кубки | Кубки | Еврокубки | Еврокубки | Итого | Итого |
| Клуб              | Сезон            | Игры | Голы | Игры  | Голы  | Игры      | Голы      | Игры  | Голы  |
| ----------------- | ---------------- | ---- | ---- | ----- | ----- | --------- | --------- | ----- | ----- |
| Тун               | 2009/2010        | 4    | -2   | 2     | -2    | 0         | 0         | 6     | −4    |
| Тун               | Итого            | 4    | -2   | 2     | -2    | 0         | 0         | 6     | -4    |
| Шаффхаузен        | 2009/2010        | 9    | -9   | 0     | 0     | 0         | 0         | 9     | −9    |
| Шаффхаузен        | Итого            | 9    | -9   | 0     | 0     | 0         | 0         | 9     | -9    |
| Янг Бойз          | 2010/2011        | 2    | -1   | 2     | -2    | 2         | -4        | 6     | −7    |
| Янг Бойз          | Итого            | 2    | -1   | 2     | -2    | 2         | -4        | 6     | -7    |
| Грассхоппер       | 2010/2011        | 11   | -15  | 0     | 0     | 0         | 0         | 11    | −15   |
| Грассхоппер       | 2011/2012        | 31   | -61  | 0     | 0     | 0         | 0         | 31    | −61   |
| Грассхоппер       | 2012/2013        | 34   | -29  | 4     | -4    | 0         | 0         | 38    | −33   |
| Грассхоппер       | 2013/2014        | 34   | -39  | 4     | -2    | 4         | -4        | 42    | −45   |
| Грассхоппер       | Итого            | 110  | -144 | 8     | -6    | 4         | -4        | 122   | -154  |
| Фрайбург          | 2014/2015        | 34   | -47  | 2     | -2    | 0         | 0         | 36    | −49   |
| Фрайбург          | Итого            | 34   | -47  | 2     | -2    | 0         | 0         | 36    | -49   |
| Боруссия Дортмунд | 2015/2016        | 33   | -34  | 6     | -2    | 3         | 0         | 42    | −36   |
| Боруссия Дортмунд | 2016/2017        | 27   | -29  | 5     | -6    | 8         | -10       | 40    | −45   |
| Боруссия Дортмунд | 2017/2018        | 33   | -43  | 4     | -4    | 10        | -18       | 47    | −65   |
| Боруссия Дортмунд | 2018/2019        | 32   | -40  | 1     | -1    | 7         | -6        | 40    | −47   |
| Боруссия Дортмунд | 2019/2020        | 31   | -40  | 0     | 0     | 8         | -11       | 39    | −51   |
| Боруссия Дортмунд | 2020/2021        | 19   | -30  | 1     | -1    | 4         | -1        | 24    | −32   |
| Боруссия Дортмунд | 2021/2022        | 1    | -1   | 0     | 0     | 0         | 0         | 1     | −1    |
| Боруссия Дортмунд | Итого            | 176  | -217 | 17    | -14   | 40        | -46       | 233   | -277  |
| Всего за карьеру  | Всего за карьеру | 335  | -420 | 31    | -26   | 46        | -54       | 412   | -500  |

### Статистика в сборной
| Матчи Романа Бюрки за сборную Швейцарии | Матчи Романа Бюрки за сборную Швейцарии | Матчи Романа Бюрки за сборную Швейцарии | Матчи Романа Бюрки за сборную Швейцарии | Матчи Романа Бюрки за сборную Швейцарии | Матчи Романа Бюрки за сборную Швейцарии | Матчи Романа Бюрки за сборную Швейцарии |
| №                                       | Дата                                    | Место проведения                        | Оппонент                                | Счёт                                    | Голы                                    | Соревнование                            |
| --------------------------------------- | --------------------------------------- | --------------------------------------- | --------------------------------------- | --------------------------------------- | --------------------------------------- | --------------------------------------- |
| 1                                       | 18 ноября 2014                          | Вроцлав                                 | Польша                                  | 2:2                                     | −2                                      | Товарищеский матч                       |
| 2                                       | 31 марта 2015                           | Цюрих                                   | США                                     | 1:1                                     | −1                                      | Товарищеский матч                       |
| 3                                       | 9 октября 2015                          | Санкт-Галлен                            | Сан-Марино                              | 7:0                                     | −0                                      | Отборочный матч ЧЕ-2016                 |
| 4                                       | 13 ноября 2015                          | Трнава                                  | Словакия                                | 2:3                                     | −3                                      | Товарищеский матч                       |
| 5                                       | 3 июня 2016                             | Лугано                                  | Молдова                                 | 2:1                                     | −1                                      | Товарищеский матч                       |
| 6                                       | 10 октября 2016                         | Андорра-ла-Велья                        | Андорра                                 | 2:1                                     | −1                                      | Отборочный матч ЧМ-2018                 |
| 7                                       | 1 июня 2017                             | Нёвшатель                               | Беларусь                                | 1:0                                     | −0                                      | Товарищеский матч                       |
| 8                                       | 27 марта 2018                           | Люцерн                                  | Панама                                  | 6:0                                     | −0                                      | Товарищеский матч                       |
| 9                                       | 8 июня 2018                             | Лугано                                  | Япония                                  | 2:0                                     | −0                                      | Товарищеский матч                       |

Итог: 9 матчей / 8 пропущенных голов; 6 побед, 2 ничьи, 1 поражение.